# 叶 匠壽庵
株式会社叶匠壽庵（かのう しょうじゅあん）は、滋賀県大津市に本社を置く日本の菓子製造業者。和菓子の製造・販売を行っている。

## 概要
1958年、大津市職員であった芝田清次が、茶道を学んだ経験を生かして、自宅を工場として和菓子商「叶 匠壽庵」を創業。1968年に株式会社化。社名には「お客様のお口に十分叶うよう、練り上げた手作りの芸の持ち味を発揮して、いつまでも末永くお歓び頂ける様な和菓子を創りだしていこうと心掛けていく、地味でつつましい菓匠」という意味が込められている。創業当時、菓子作りに関しては素人であり、知人の菓子職人から10日ほど手解きを受けたに過ぎなかったという。
清次の次男・清邦の時代に「農工一体」の思想を取り入れた「寿長生の郷」を造営。里山の風景をそのまま残し、梅や柚子など約800種の植物が植えられた自然美あふれる約20万8,000平方メートルの広大な敷地に本社をはじめ菓子工場、茶席、川床テラスカフェ、食事処、イベントホール、売店などを併設しており、毎年3月の梅の開花シーズンには「梅まつり」、秋には「秋の菓子まつり おおみたから」が開催され、陶芸、農体験、菓子作りなどの体験教室が開かれている。年間の来訪者数は6万人にも及ぶ。郷では、大津市立大石小学校の児童を受け入れて、田植え体験も行なっている。
1971年に販売された「あも」は求肥と小豆を組み合わせた棹菓子であり、同社を代表するロングセラー商品となっている。
全国菓子大博覧会において、第18回・23回に高松宮名誉総裁賞、23回・24回に工芸大賞、25回に農林水産大臣賞を受賞。
2013年には、滋賀県立芸術劇場 びわ湖ホールの公式スポンサー第1号となった 他、2015年には市中心部「ナカマチ商店街」の再活性化を目指す運動を主導し、まちづくり会社「百町物語」を設立。商店街の再生を支援している。

## テレビ番組
- 日経スペシャル カンブリア宮殿 伝統ある和菓子界の革新者！ 自然豊かな里山から生み出される絶品和菓子の秘密（2017年4月20日、テレビ東京）[10]

## 書籍

### 関連書籍
- 『花雲水 菓匠とし世に生かされて』（著者:芝田清次）（1985年4月1日、講談社）ISBN 9784062017657

## 脚註
1. ↑  会社案内 叶 匠壽庵 2017年1月1日閲覧
2. ↑  株式会社叶 匠壽庵 リクナビ2017
3. ↑  梅まつり 叶 匠寿庵、寿長生の郷 菓業食品新聞 2016/03/25
4. 1 2  滋賀発 元気印 叶匠壽庵 “農工一体”の郷から和菓子文化発信 産経新聞 2013.11.21
5. ↑  大津市立大石小学校 3年生が田植え体験 ／滋賀 毎日新聞 2016年5月21日
6. ↑  滋賀県大津市で和菓子の祭典「秋の菓子まつり」 - 和菓子作り体験も マイナビニュース 2014年11月5日
7. ↑  お菓子の博覧会 お菓子何でも情報館 2017年1月1日閲覧
8. ↑  「びわ湖ホール」公式スポンサー第1号に「叶匠壽庵」－文化振興でタッグ びわ湖大津経済新聞 2013年07月18日
9. ↑  大津中心部の「ナカマチ商店街」に“再生の兆し” リニューアルから1年 産経新聞 2016.4.30
10. ↑  伝統ある和菓子界の革新者！ 自然豊かな里山から生み出される絶品和菓子の秘密 - テレビ東京 2017年4月20日